# Nassau-Saarbrücken
Nassau-Saarbrücken bezeichnet eine Linie des walramischen Stammes des Hauses Nassau und das von ihr beherrschte reichsunmittelbare Territorium (Grafschaft Nassau-Saarbrücken, Fürstentum Nassau-Saarbrücken) im Heiligen Römischen Reich, das von 1381 bis 1801 bestand. Die Herrscher führten zunächst den Grafentitel und ab 1735 den Fürstentitel.

## Geographie
Das Gebiet des Fürstentums Nassau-Saarbrücken umfasste 1789 die Oberämter Saarbrücken und St. Johann (etwa den heutigen Regionalverband Saarbrücken), das Oberamt Ottweiler (etwa den heutigen Landkreis Neunkirchen), das Oberamt Harskirchen am Oberlauf der Saar, das Amt Jugenheim sowie 1/4 an Wöllstein. Dazu kam die Landeshoheit über die der Abtei Wadgassen gehörenden Dörfer Bous, Sengscheid, Ensheim und Reichenbrunn.

## Geschichte
Die Linie Nassau-Saarbrücken entstand aus der ehelichen Verbindung Graf Johanns I. von Nassau-Weilburg mit Johanna, Erbtochter des Grafen Johann II. von Saarbrücken.
Das Territorium Nassau-Saarbrücken entstand im Jahr 1381, als beider Sohn, Graf Philipp I. von Nassau-Saarbrücken, sein väterliches Erbe, die Grafschaften Nassau-Weilburg und Weilnau, und sein mütterliches Erbe, die Grafschaft Saarbrücken mit der halben Herrschaft Commercy, in einer Hand vereinigen konnte. Er und seine Nachfolger nannten sich Grafen zu Nassau und zu Saarbrücken und führten im Schild das quadrierte Wappen der beiden Grafschaften.
Philipps Politik zielte auf eine engere Verzahnung der rechts- und linksrheinischen Landesteile, zumindest durch Erwerb von Übernachtungsstationen auf eigenem Gebiet. Er erhielt 1393 das Reichslehen Kirchheim mit Stauf und Jugenheim, 1402 1/6 Anteil an der Burg Nanstein bei Landstuhl, und zu einem unbekannten Zeitpunkt 1/3 an der Burg und Grafschaft Homburg, woraus die Nachkommen durch Zuerwerb weiterer Anteile das Amt Homburg bilden konnten, sowie 1417 1/4 an Wöllstein. Seine Nachkommen beherrschten die Grafschaft Nassau-Saarbrücken vier Jahrhunderte lang. Da im Haus Nassau keine Primogenitur üblich war, wurde das Territorium regelmäßig zwischen den jeweiligen Söhnen geteilt.
In Folge der Erbteilungen wird der Name Nassau-Saarbrücken häufig in engerer Bedeutung für diejenigen Linien verwendet, zu deren Besitz jeweils die Grafschaft Saarbrücken gehörte. 1442 teilte sich die Linie in eine rechtsrheinische Linie „Nassau-Weilburg“ und eine linksrheinische Linie „Nassau-Saarbrücken“, die zu der Grafschaft Saarbrücken das Amt Kirchheim und die Hälfte der Herrschaft Commercy übernahm. Die verbliebenen Anteile an der Herrschaft Commercy wurden 1444 für 42.000 Gulden verkauft.
Philipps Erben, die Grafen Philipp II. und Johann Ludwig, vereinbarten im Jahr 1491, dass eine Linie beim Aussterben der männlichen Erben durch die andere Linie beerbt werden sollte. Töchter sollten grundsätzlich mit Geld abgefunden werden. Den Nachkommen gelang es in der Folge, Entfremdungen von nassauischem Besitz weitgehend zu verhindern, wenngleich immer wieder neue Linien und von ihnen beherrschte Territorien entstanden.
1507 heiratete Graf Johann Ludwig Katharina von Moers-Saarwerden, die Erbtochter der Grafen von Moers-Saarwerden, wodurch 1514 die Hälfte und 1527 die gesamte Grafschaft Saarwerden und die Herrschaft Lahr/Schwarzwald in den Besitz der Grafen von Nassau-Saarbrücken kamen, was zu Streitigkeiten mit dem Fürstbischof von Metz und dem Herzogtum Lothringen führte, die andauerten, bis 1669 auf dem Reichstag zu Regensburg ein Kompromiss erzielt werden konnte.
1574 starb die ältere Linie Nassau-Saarbrücken mit dem letzten katholischen Grafen, Graf Johann IV., aus und wurde von der evangelischen Linie Nassau-Weilburg beerbt. Dort hatte Graf Philipp III. bereits 1526 die Reformation nach lutherischem Bekenntnis eingeführt, die ab 1574 unter seinen Söhnen auch für Saarbrücken und Ottweiler galt.
Nach dem Tode Graf Wilhelm Ludwigs im Metzer Exil im Jahr 1640 und dem frühen Tode seines ältesten Sohnes Kraft teilten die jüngeren Söhne Johann Ludwig, Gustav Adolf und Walrad die Besitzungen des Familienzweiges im Jahr 1659 unter sich auf. Johann Ludwig erhielt das Amt Ottweiler, Gustav Adolf Saarbrücken und Walrad, der die Linie Nassau-Usingen begründete, Usingen.
1728 fiel die ganze Grafschaft an die Seitenlinie Nassau-Usingen, die 1688 den Fürstentitel erworben hatte und 1735 das Fürstentum Saarbrücken wieder abteilte. Die gefürstete Grafschaft Nassau-Saarbrücken hatte ab 1735 Sitz und Stimme im Oberrheinischen Reichskreis. Die Herrscher aus der Linie Nassau-Usingen führten den Fürstentitel. Um den Geldbedarf des Hofes zu decken, wurden nach 1750 die ertragreichen Steinkohlegruben verstaatlicht und die Eisenhütten an ausländische Gesellschaften verpachtet.
Das Fürstentum wurde 1793 von französischen Revolutionstruppen besetzt. Die fürstliche Familie floh aus Saarbrücken am 13. Mai 1793 in den unbesetzten Teil des in Auflösung befindlichen Heiligen Römischen Reiches. Das Fürstentum Saarbrücken wurde, wie das gesamte Linke Rheinufer, 1798 de facto und 1801 de jure Frankreich einverleibt. Bei der Neuordnung Europas nach dem Sturz Napoleons kamen Teilgebiete zu Frankreich, andere an Preußen und weitere Staaten.

### Ortsgründungen
In den weiten Waldgebieten des Warndts und des Saarkohlenwalds wurden im 17. und 18. Jahrhundert neue Siedlungen angelegt:
- Unter Graf Ludwig II.

Ludweiler (1604 Ludwigsweiler), Naßweiler (1608 Nassauweiler), Wilhelmsbrunn (1626), benannt nach seinem Sohn Graf Wilhelm Ludwig, seit 1810 Teil der Gemeinde Kreuzwald
- Unter Graf Gustav Adolf

Klarenthal (1662 Clarenthal), benannt nach seiner Gemahlin Eleonora Clara, seit 1974 Stadtteil von Saarbrücken
- Unter Graf Karl Ludwig

Karlingen (1714), Karlsbrunn (1717)
- Unter Graf Friedrich Ludwig

Friedrichsthal (1723), Friedrichweiler (1725)

### Grablegen
Mitglieder der im Schloss Saarbrücken residierenden Grafenfamilie wurden ab 1456 in der Stiftskirche St. Arnual bestattet. Eine Reihe von Grabmonumenten ist dort erhalten.

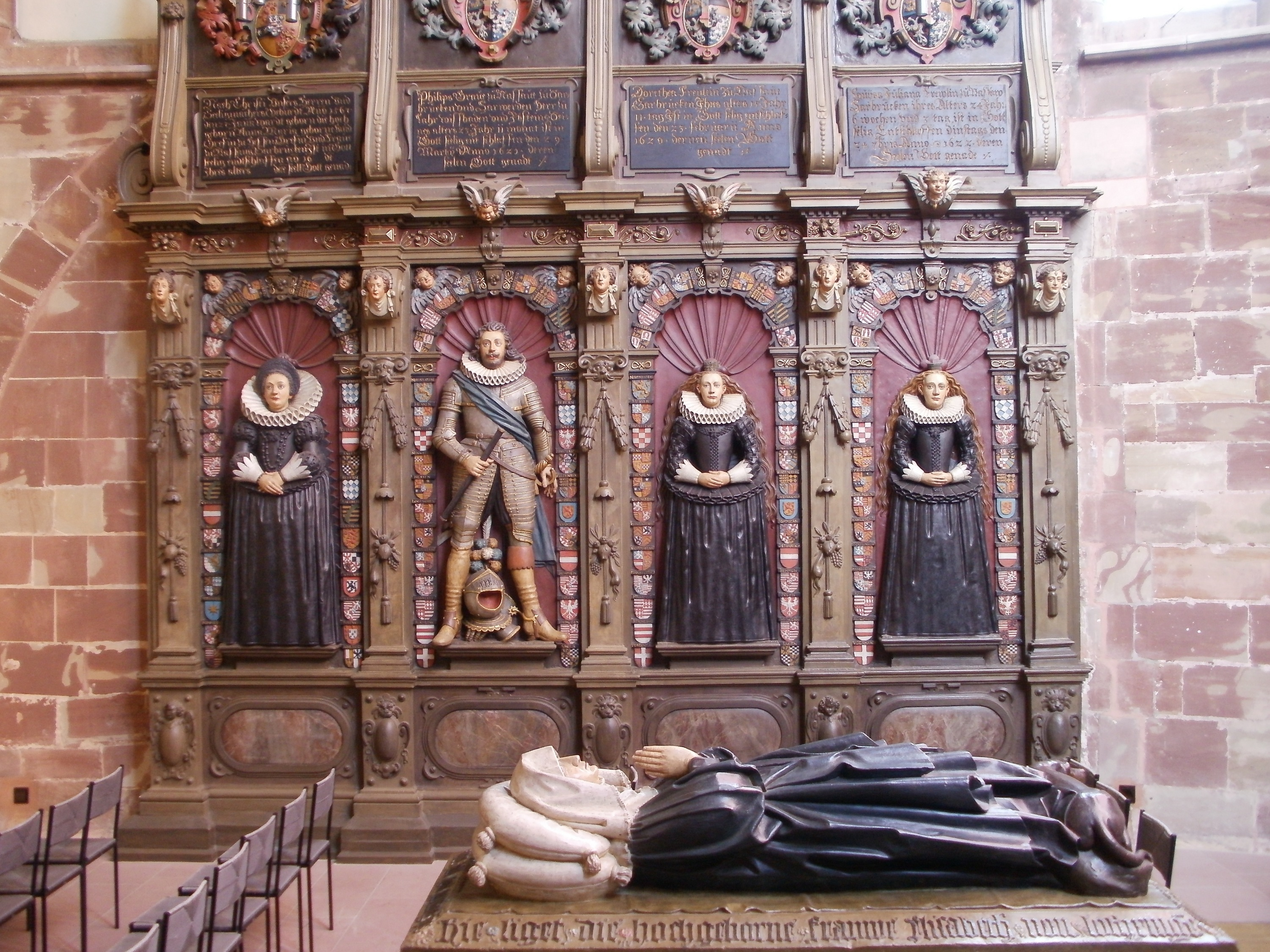
Tumba von Elisabeth von Lothringen, † 1456, dahinter die Familie Ludwigs II. (17. Jh.)
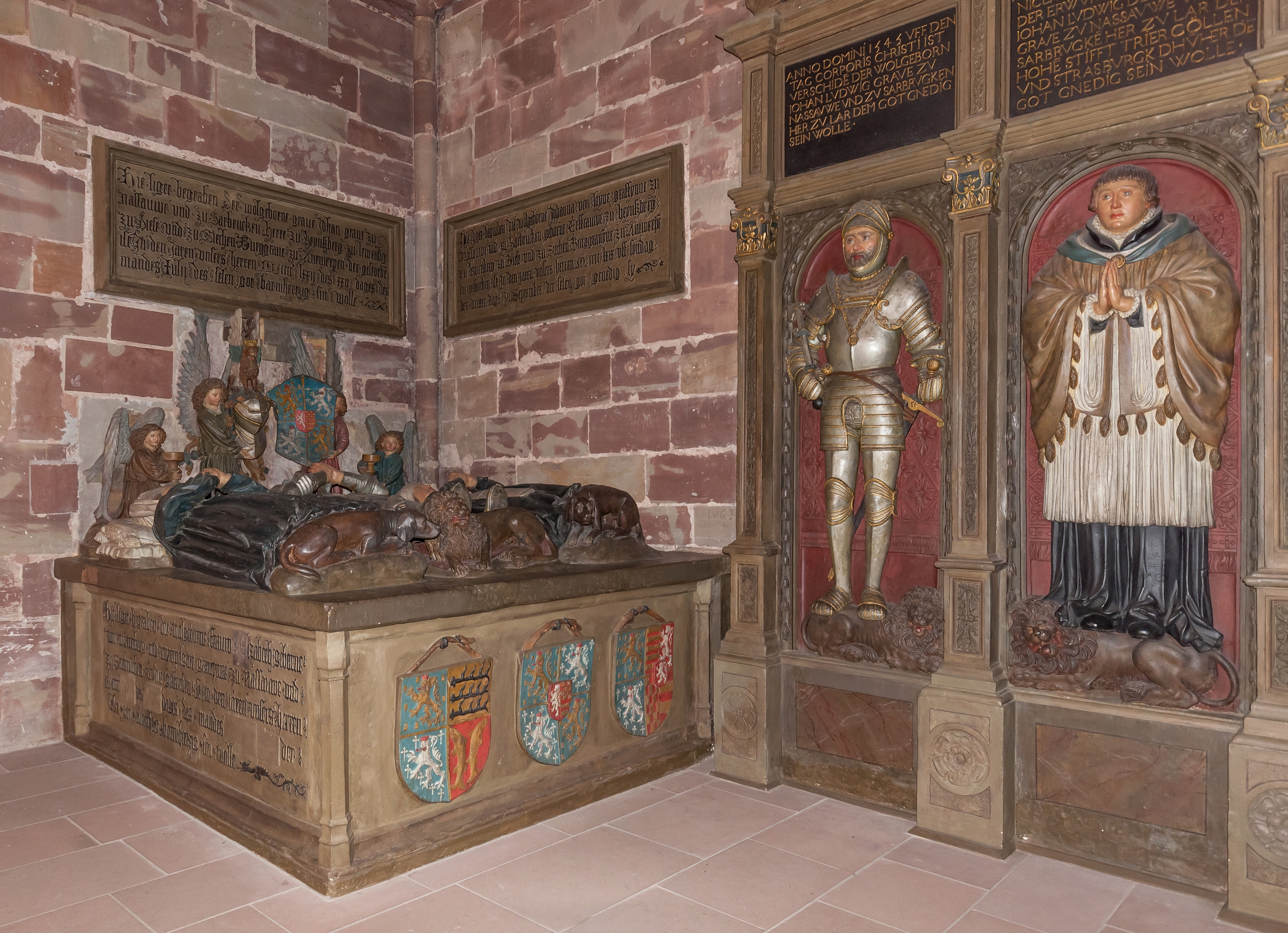
Links Tumba von Johann III., † 1472, mit seinen beiden Ehefrauen
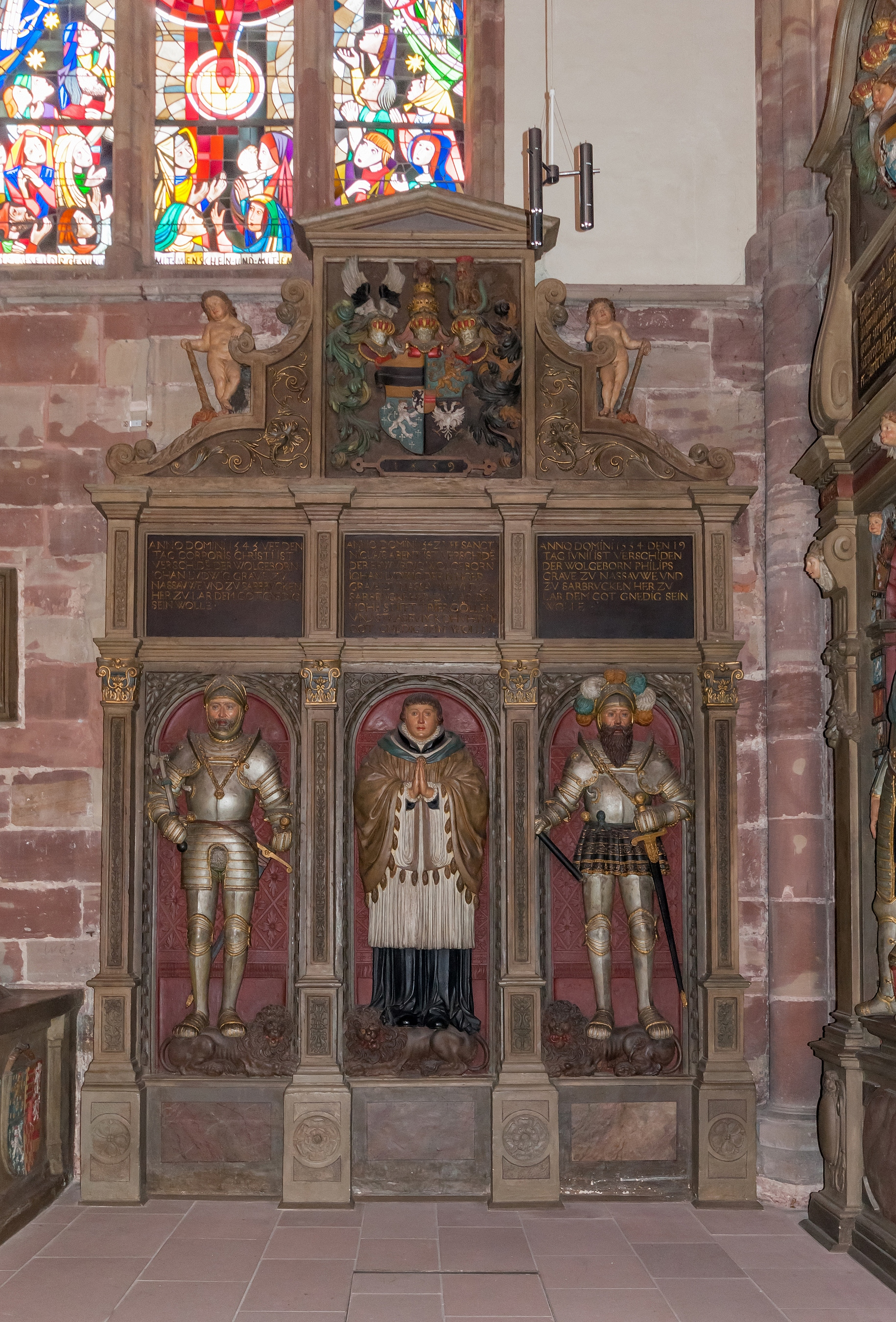
Links Johann Ludwig, † 1545, rechts Philipp II., † 1554
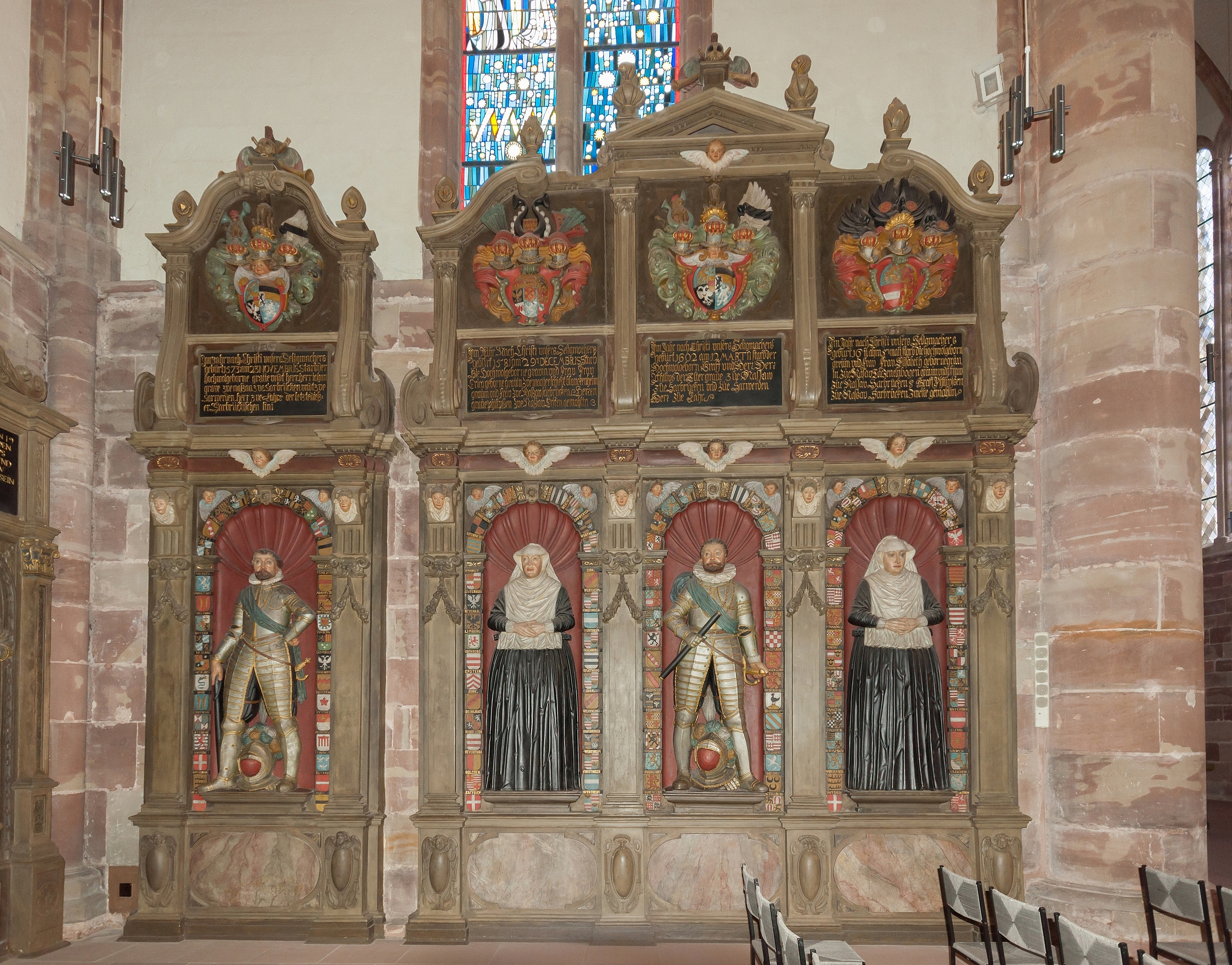
Links Johann IV., † 1574, rechts Philipp III., † 1602

Seit dem 17. Jahrhundert diente die Saarbrücker Schlosskirche als Grablege der Saarbrücker Grafen. Auch dort sind Grabmonumente erhalten.

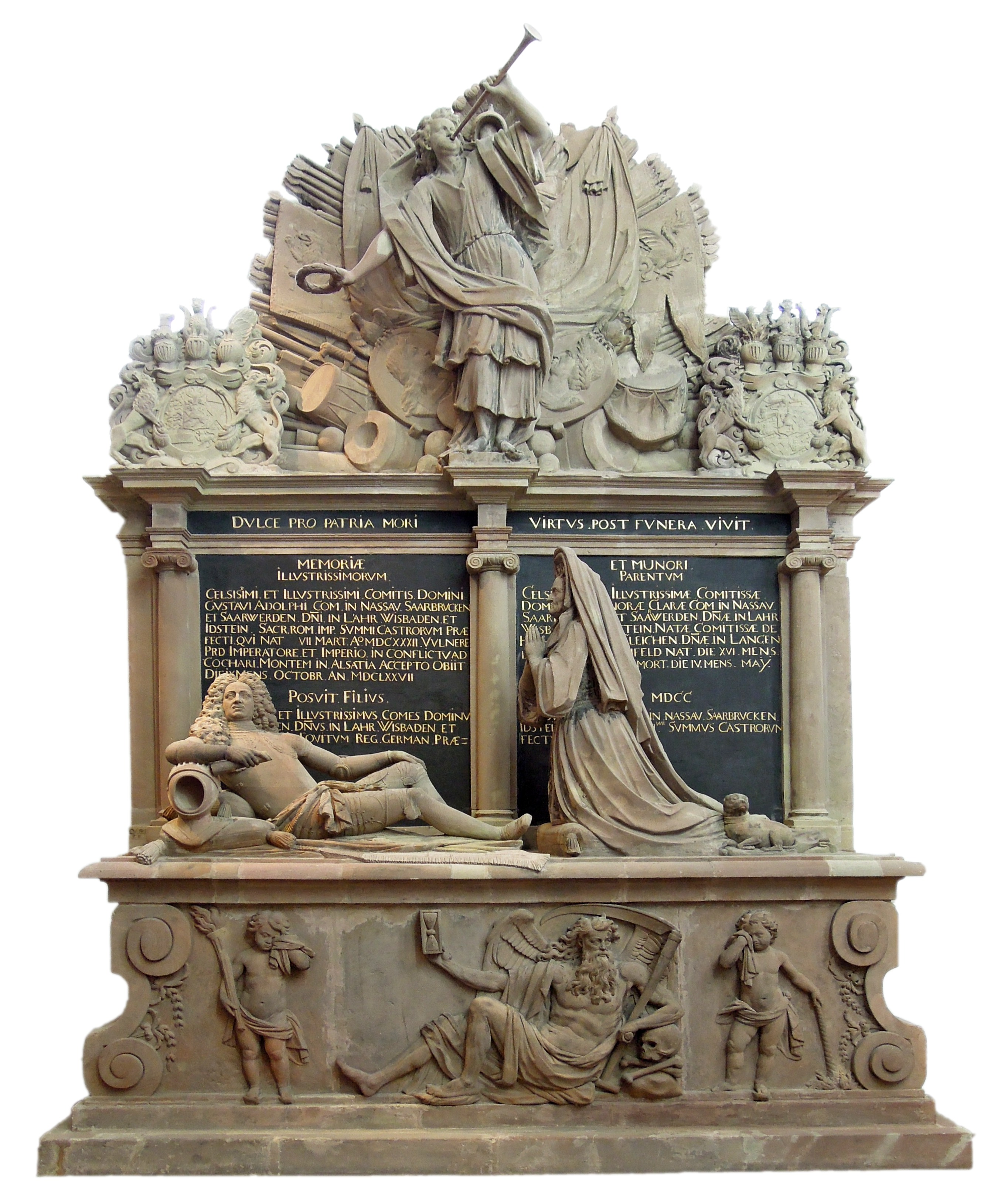
Gustav Adolf, † 1677
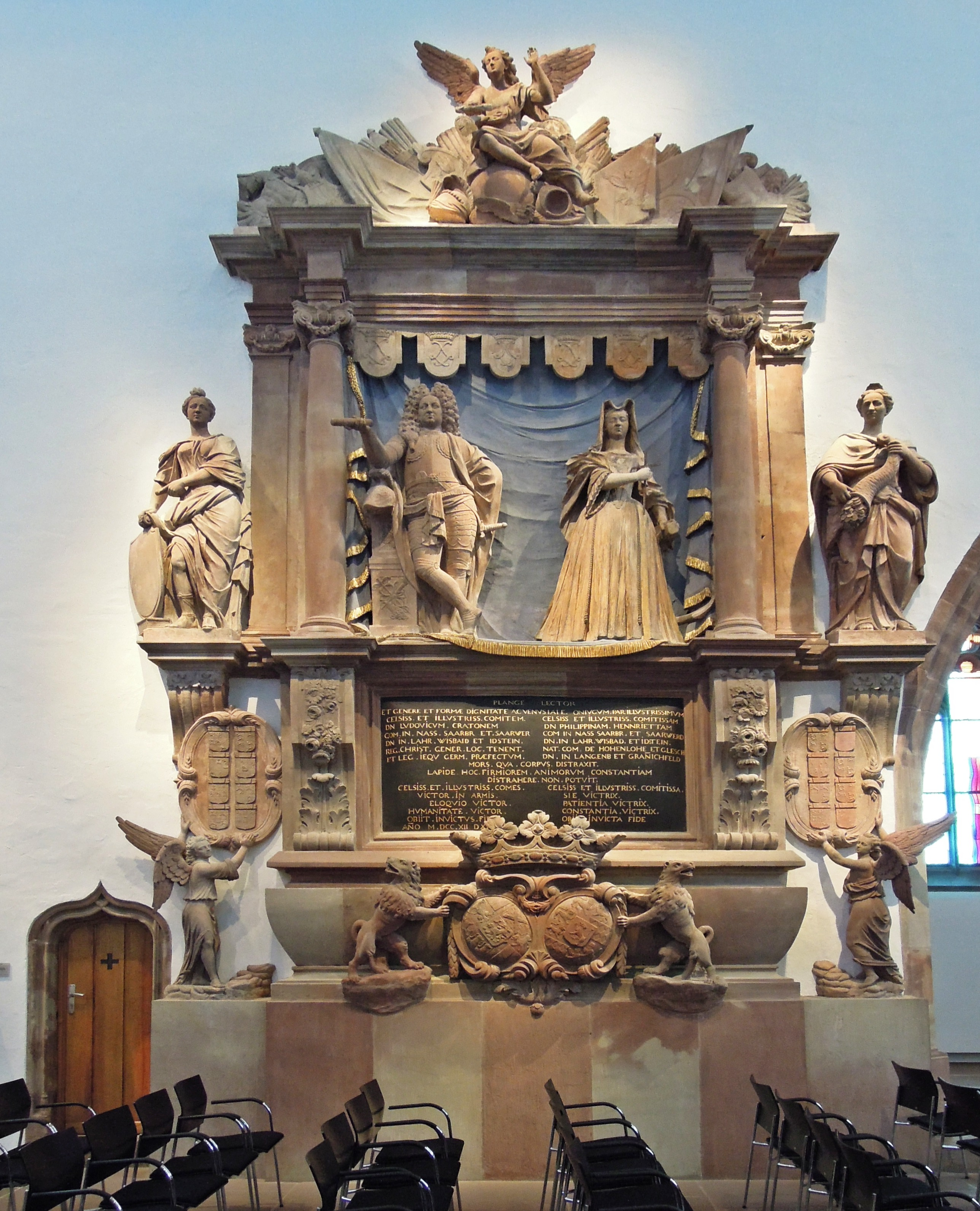
Ludwig Kraft, † 1713
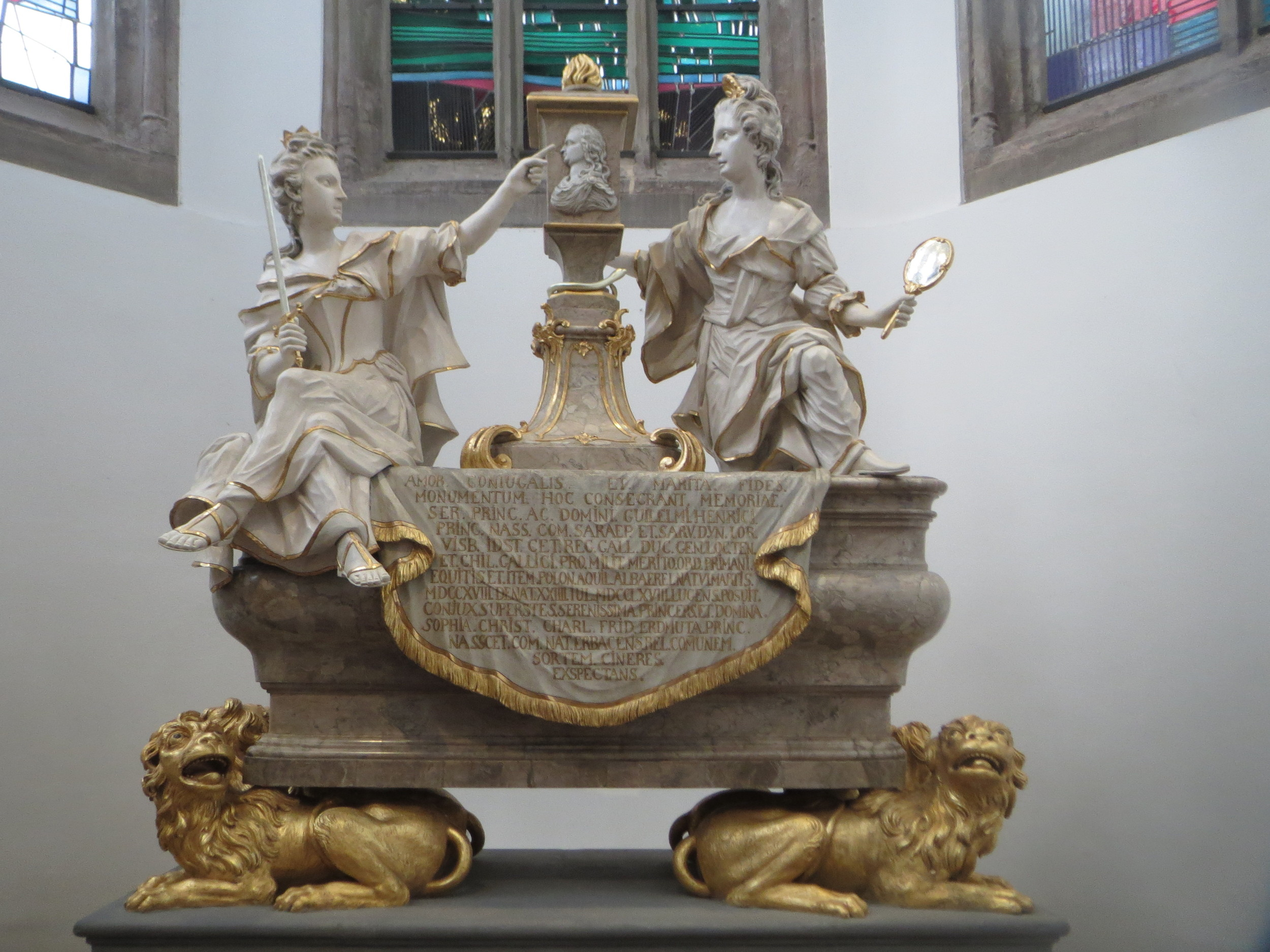
Wilhelm Heinrich, † 1768

Drei Vertreter des Grafen- bzw. Fürstenhauses waren aus verschiedenen Gründen ursprünglich nicht in der Schlosskirche Saarbrücken beigesetzt worden:
- Graf Gustav Adolf († 1677)
- Fürst Ludwig († 1794)
- Erbprinz Heinrich (Ludwig Karl Albrecht) († 1797)

Graf Gustav Adolf konnte nach seinem Tod 1677 in der Schlacht bei Kochersberg im Elsass wegen der anhaltenden Kriegszustände nicht nach Saarbrücken überführt werden, er wurde deshalb zunächst einbalsamiert und schließlich 1690 in der Thomaskirche in Straßburg beerdigt. Trotzdem wurde ihm und seiner Frau in der Schlosskirche ein prachtvolles Grabmal errichtet. In Straßburg fand man bei Bauarbeiten 1802 seinen Sarg mit dem komplett mumifizierten und praktisch unversehrten Leichnam. Der Graf wurde daraufhin unter einem Glasdeckel in einer Seitenkapelle der Kirche ausgestellt. 1998 wurde diesem als unwürdig empfundenen Zustand ein Ende gesetzt und der Leichnam nach Saarbrücken überführt und in der Gruft der Schlosskirche in einem offiziellen Staatsakt beigesetzt.
Fürst Ludwig war 1794, ein Jahr nach der Flucht vor den französischen Revolutionstruppen, im Exil in Aschaffenburg gestorben. Da eine Überführung nach Saarbrücken damals nicht möglich war, wurde er in aller Stille in der Familiengruft der Fürsten von Nassau-Usingen in der Laurentiuskirche in Usingen bestattet. 1995 wurde der Verstorbene auf Initiative des Freundeskreises Fürst Ludwig von dort nach Saarbrücken verbracht, um in der Schlosskirche Saarbrücken neben seinem Vater Wilhelm Heinrich in dessen Gruft beigesetzt zu werden.
Erbprinz Heinrich war 1797, erst 29-jährig, bei einem Reitunfall in seinem Exil in Cadolzburg (bei Fürth) ums Leben gekommen und in der Kapelle in Cadolzburg bestattet worden. In seinem Testament hatte er aber festgelegt, dass er in Saarbrücken, und zwar im Park des Schlösschens Monplaisir auf dem Halberg beerdigt sein wolle – diese Bitte wurde 1976 schließlich erfüllt. Das Grab des Erbprinzen Heinrich befindet sich heute in einem parkähnlichen Teil des Rundfunkgeländes, etwa 100 m neben der Nordost-Ecke des Stumm’schen Schlosses, genau an der Stelle des ehemaligen Monplaisir.

## Wappen

Wappen der Grafen von Nassau-Saarbrücken 1381–1442
Wappen der Grafen von Nassau-Saarbrücken 1442–1527
Wappen der Grafen von Nassau-Saarbrücken 1527–1660

Das Wappen Graf Philipps I. ab 1381 ist geviert aus den Wappen der Grafschaften Nassau und Saarbrücken. Es zeigt den Nassauer Löwen ungekrönt, den Saarbrücker Löwen gekrönt.
Das Wappen der Grafen von Nassau-Saarbrücken ab 1442 zeigt beide Löwen gekrönt. Die Kreuze von Commercy sind noch gold; später werden sie silber.
Das Wappen der Grafen von Nassau-Saarbrücken ab 1527 zeigt die Wappen der Grafschaften Nassau, Moers, Saarwerden, Saarbrücken und im Herzschild Lahr-Mahlberg.
Je nach Tradition oder Herrschaftsanspruch kommt es vielfach zu Variationen bezüglich einzelner Wappenelemente, z. B. unter den drei Söhnen Johann Ludwigs.

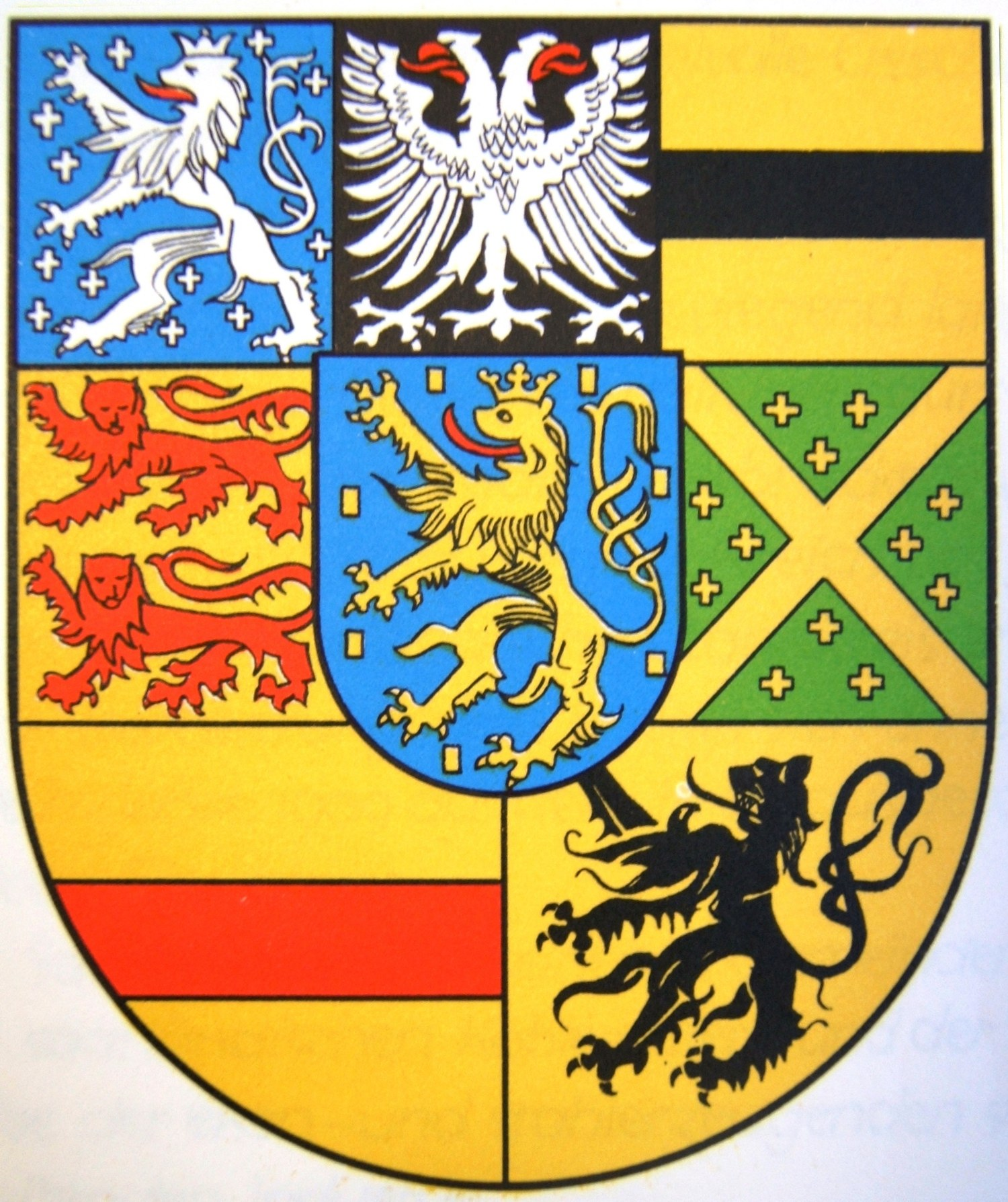
Wappen der Grafen und Fürsten von Nassau-Usingen-Saarbrücken 1660–1789
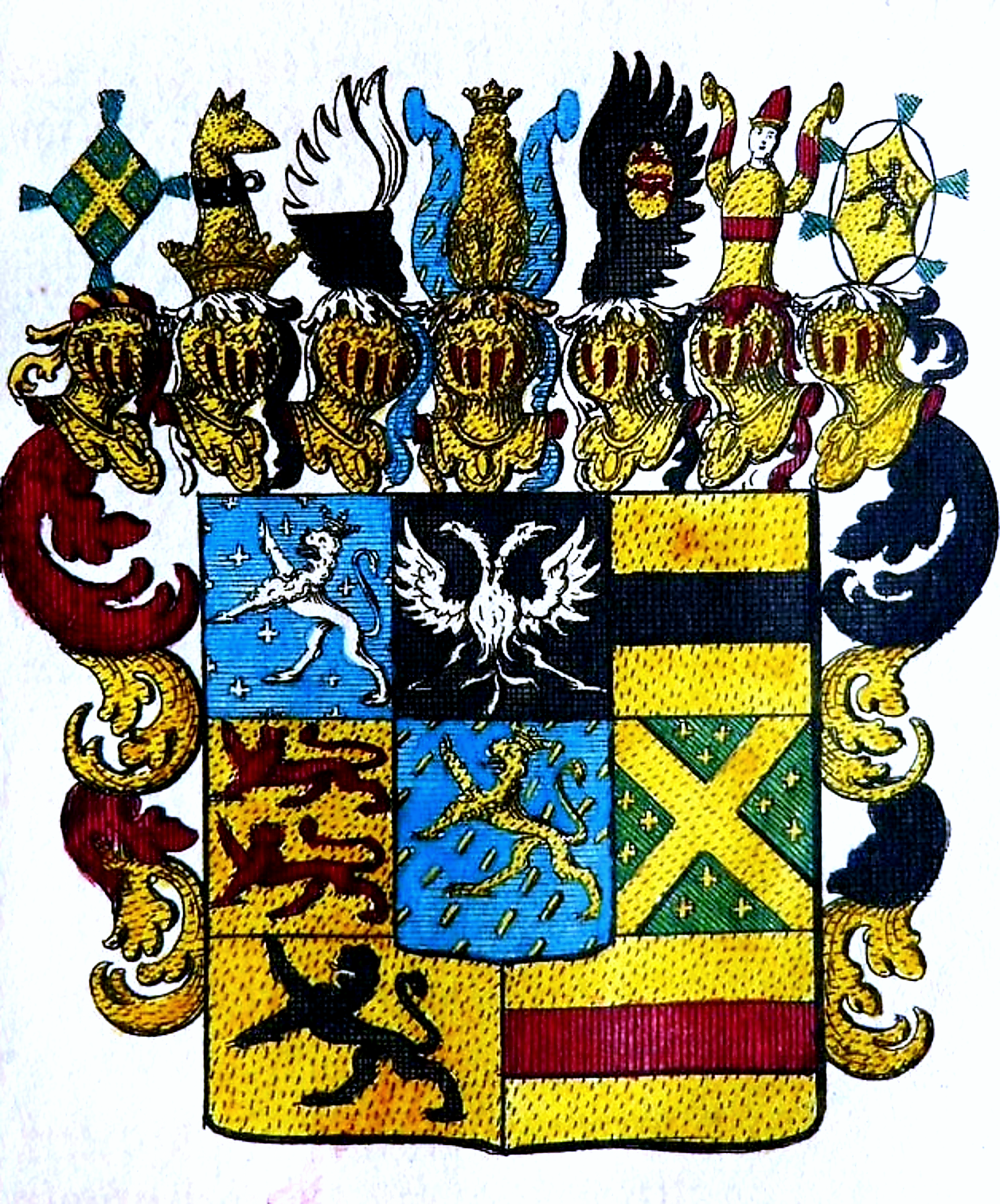
Das gleiche Wappen 1660–1789 mit sieben Helmen und Helmzier, Lahr-Mahlberg getauscht
Wappen Fürst Ludwigs 1789–1794 mit Wappenmantel und Fürstenkrone

1660 verständigten sich die Häuser der walramschen Linie des Hauses Nassau auf ein gemeinsames Wappen, das im Herzschild Nassau und zusätzlich die Wappen der Herren von Merenberg und der Grafen von Weilnau zeigt. Es zeigt im Mittelschild den goldenen Nassauer Löwen belegt mit goldenen Schindeln und weiter 1. im blauen Feld den silbernen Löwen der Grafen von Saarbrücken belegt mit den silbernen Kreuzen von Commercy, 2. den silbernen Doppeladler in Schwarz der Grafen von Saarwerden, 3. den schwarzen Balken in Gold der Grafen von Moers, 4. die zwei roten Leoparden in Gold der Grafen von Weilnau, 5. das goldene Andreaskreuz in grünem Feld mit goldenen Kreuzen der Herren von Merenberg, 6. den roten Balken in Gold der Herrschaft Lahr, 7. den schwarzen Löwen in Gold der Herren von Mahlberg. Zu diesem Wappen gehören sieben Helme. Mit der Fürstenwürde werden anstelle der sieben Helme ein Wappenmantel und die Fürstenkrone gezeigt.
Fürst Ludwig nahm 1789 nach dem Kauf der Herrschaft Dillingen und der Herzogswürde zusätzlich das Dillinger Wappen auf (in blauem, mit goldenen Lilien bestreutem Felde ein gekrönter, goldener Löwe), das unten zwischen Lahr und Mahlberg eingeschoben wurde.

## Weitere Personen
- Anna von Nassau-Saarbrücken (1508–1582), Äbtissin des Klosters Herbitzheim
- Johann Ludwig von Nassau-Saarbrücken (Domherr) (1524–1542), Domherr in Köln, Trier und Straßburg
- Johannetta von Nassau-Saarbrücken (1496–1556), Äbtissin des Klosters Herbitzheim

## Belege
1. ↑  Heinlein, Stefan: V. Fürst Wilhelm Heinrich von Nassau-Saarbrücken – die Geschichte seiner Residenzstadt und die Familie des Fürsten. In: Wilhelm Heinrich  von Nassau-Saarbrücken  und seine Vision vom Himmlischen Jerusalem: Ein Held in den Künsten des Friedens. Dem Fürsten zum 300. Geburtstag. Heidelberg: arthistoricum.net, 2019, abgerufen am 16. Dezember 2022.
2. ↑  Kurt Hoppstädter, Hans-Walter Herrmann: Geschichtliche Landeskunde des Saarlandes, Bd. 2, Saarbrücken 1977, S. 311 f.
3. 1 2 3 4 5 6  Bernhard Peter: Die Wappen des Hauses Nassau
4. ↑  Hermann Lehné, Horst Kohler: Wappen des Saarlandes, Saarbrücken 1981, S. 28. ISBN 3-922807-06-2.